# پاپین پوغوسیان
پاپین پوغوسیان (ارمنی: Պապին Պողոսյան؛  زادهٔ ۲ ژانویهٔ ۱۹۵۲) خواننده اهل ارمنستان است. وی از سال ۱۹۷۸ میلادی تاکنون مشغول فعالیت بوده است. از سال ۲۰۰۶ در ایالات متحده آمریکا سکونت دارد.

## زندگی‌نامه
وی در ۱ ژانویه ۱۹۵۲ در گغهوویت به دنیا آمد و از کالج دولتی موسیقی آرنو باباجانیان فارغ‌التحصیل گشت. وی در گروه سازهای محلی آرام مرانگولیان رادیو و تلویزیون ارمنستان فعالیت کرده است. وی همچنین برندهٔ جوایزی همچون مدال طلای وزارت فرهنگ جمهوری ارمنستان (۲۰۱۶) شده است.